# Гіпотеза трьох секторів економіки
Гіпотеза трьох секторів економіки (англ. Sector Theory, Three-Sector Hypothesis) — економічна теорія, що ділить економічну діяльність на три сектори: видобуток сировини (первинний), виробництво (вторинний) і сферу послуг (третинний). Гіпотезу розробили Колін Кларк та Жан Фурастьє.
За цією гіпотезою основний фокус економічної діяльності поступово зміщується від первинного сектора до вторинного, і далі — третинного. Жан Фурастьє оцінював цю тенденцію як позитивну.

## Структурні зміни за Фурастьє
Розподіл робочої сили між трьома секторами змінюється, за Фурастьє, так:

### Перша фаза: Традиційна цивілізація
Відсоток робочої сили:
- Первинний сектор: 70 %
- Вторинний сектор: 20 %
- Третинний сектор: 10 %

На цій фазі науковий розвиток суспільства ще недостатній, машини майже не використовуються. Цей рівень відповідає середньовічній Європі та сучасним країнам, що розвиваються.

### Друга фаза: Перехідний період
Відсоток робочої сили:
- Первинний сектор: 20 %
- Вторинний сектор: 50 %
- Третинний сектор: 30 %

У первинному секторі на цій фазі використовуються машини, що зменшує потребу в робітниках. Внаслідок цього зростає попит на виробництво машин, що є вотчиною вторинного сектора. Перехідний період починається з індустріалізації. Водночас зростає частка третинного сектора, зокрема фінансів, а також сила держави в економіці.

### Третя фаза: Третинна цивілізація
Відсоток робочої сили:
- Первинний сектор: 10 %
- Вторинний сектор: 20 %
- Третинний сектор: 70 %

На цій фазі автоматизація первинного і вторинного секторів досягає такого рівня, що потреба в робочій силі значно зменшується. Водночас зростає попит на робочу силу в третинному секторі. Ця ситуація відповідає сучасним промислово розвинутим країнам та майбутньому постіндустріальному суспільству.
Розвиток третинного сектора на цій стадії настільки значний, що в ньому іноді далі виділяють додаткові сектори: четвертинний, зосереджений навколо інформаційних технологій та п'ятинний — сектор послуг, неорієнтованих на прибуток.